# South Midlands League
La South Midlands League era una lega calcistica inglese che copriva la contea di Bedfordshire e alcune contee adiacenti.
La lega è nata nel 1922 con il nome di Bedfordshire County League, cambiando nome in Bedfordshire & District County League nel 1924 prima di adottare il nome di South Midlands League nel 1929. La lega si fuse con la Spartan League per formare la Spartan South Midlands League nel 1997.
Per la maggior parte dell'esistenza della lega, comprendeva due divisioni, ma per un periodo dopo la seconda guerra mondiale, e per le ultime quattro stagioni, ci sono state tre divisioni, con il picco d'adesione di 48 squadre partecipanti nella stagione 1995-1996.
Dopo l'evoluzione del National League System, la lega è diventato un alimentatore per la Isthmian League, con club come Leighton Town, Oxford City e Bedford Town ottenere la promozione.
Anche se i club della lega hanno giocato i turni di qualificazione della FA Cup dalla fine degli anni 20 in poi, nessuno ha mai superato il primo turno. La migliore prestazione è stata del Barton Rovers nella stagione 1976-1977 quando ha raggiunto il quarto turno di qualificazione. I club della South Midlands League hanno avuto più successo nella FA Vase, il Barton Rovers ha raggiunto la finale nella stagione 1977-1978, mentre invece l'Arlesey Town è andato ancora meglio nella stagione 1994-1995 diventando il primo e unico club della South Midlands League a vincere la competizione.

## Albo d'oro (lista parziale)

### 1980-1993
| Stagione  | Premier             | Division One          |
| --------- | ------------------- | --------------------- |
| 1980-1981 | Stotfold            | 61 F.C.               |
| 1981-1982 | Pirton              | Welwyn Garden         |
| 1982-1983 | Pirton              | Ashcroft Co-Op        |
| 1983-1984 | Shefford Town       | New Bradwell St Peter |
| 1984-1985 | Eaton Bray United   | Milton Keynes Borough |
| 1985-1986 | Selby               | Buckingham Athletic   |
| 1986-1987 | Selby               | Electrolux            |
| 1987-1988 | Shillington         | Pitstone & Ivinghoe   |
| 1988-1989 | Langford            | Welwyn Garden United  |
| 1989-1990 | Pitstone & Ivinghoe | Harpenden Town        |
| 1990-1991 | Thame United        | Buckingham Athletic   |
| 1991-1992 | Leighton Town       | Ashcroft              |
| 1992-1993 | Oxford City         | Bedford Town          |

### 1993-1997
Una terza divisione è stata reintrodotta nel 1993. Le divisioni erano denominate Premier, Senior e Division One. Promozioni e retrocessioni tra le divisioni non era automatica, ma anche sulla base di strutture.
| Stagione  | Premier          | Senior            | Division One         |
| --------- | ---------------- | ----------------- | -------------------- |
| 1993-1994 | Bedford Town     | Toddington Rovers | Stony Stratford Town |
| 1994-1995 | Arlesey Town     | London Colney     | Houghton Town        |
| 1995-1996 | Arlesey Town     | Holmer Green      | Mercedes-Benz        |
| 1996-1997 | Potters Bar Town | Leverstock Green  | Biggleswade United   |